# Kaaimaneilanden op de Olympische Zomerspelen 1976
De Kaaimaneilanden debuteerden op de Olympische Spelen tijdens de Olympische Zomerspelen 1976 in Montréal, Canada. Tot 1962 vielen de Kaaimaneilanden onder Jamaica en in 1960 konden sporters uit de Kaaimaneilanden meedoen onder de vlag van de West-Indische Federatie. Twee zeilers deden mee.

## Resultaten en deelnemers per onderdeel

### Zeilen
| Olympiër                        | Discipline | Resultaat | Prestatie                            |
| ------------------------------- | ---------- | --------- | ------------------------------------ |
| Gerry Kirkconnell Peter Milburn | 470        | 28e       | 176 punten: (28-23-18-PMS-18-25-DNF) |

Amerikaanse Maagdeneilanden · Andorra · Antigua en Barbuda · Argentinië · Australië · Bahama's · Barbados · België · Belize · Bermuda · Bolivia · Bondsrepubliek Duitsland · Brazilië · Bulgarije · Canada · Chili · Colombia · Costa Rica · Cuba · Denemarken · Dominicaanse Republiek · Duitse Democratische Republiek · Ecuador · Egypte · Fiji · Filipijnen · Finland · Frankrijk · Griekenland · Groot-Brittannië · Guatemala · Haïti · Honduras · Hongarije · Hongkong · Ierland · IJsland · India · Indonesië · Iran · Israël · Italië · Ivoorkust · Jamaica · Japan · Joegoslavië · Kaaimaneilanden · Kameroen · Koeweit · Libanon · Liechtenstein · Luxemburg · Maleisië · Marokko · Mexico · Monaco · Mongolië · Nederland · Nederlandse Antillen · Nepal · Nicaragua · Nieuw-Zeeland · Noord-Korea · Noorwegen · Oostenrijk · Pakistan · Panama · Papoea-Nieuw-Guinea · Paraguay · Peru · Polen · Portugal · Puerto Rico · Roemenië · San Marino · Saoedi-Arabië · Senegal · Singapore · Sovjet-Unie · Spanje · Suriname · Thailand · Trinidad en Tobago · Tsjecho-Slowakije · Tunesië · Turkije · Uruguay · Venezuela · Verenigde Staten · Zuid-Korea · Zweden · Zwitserland